# Liste der Mitglieder der Hamburgischen Bürgerschaft (3. Wahlperiode)
Diese Liste zählt die Mitglieder der Hamburgischen Bürgerschaft während der 3. Wahlperiode (1953–1957) auf.

## Abgeordnete
| Bild                    | Name                         | Fraktion      | WK/Landesliste | Anmerkungen                                              |
| ----------------------- | ---------------------------- | ------------- | -------------- | -------------------------------------------------------- |
|                         | Harald Abatz                 | Hamburg-Block | WK 7           | FDP; † 2. Januar 1954                                    |
|                         | August Ahrens                | SPD           | Landesliste    |                                                          |
|                         | Ernst Albrecht               | Hamburg-Block | Landesliste    | CDU; Mandatsniederlegung: 1. November 1956               |
|                         | Heinz Assmann                | Hamburg-Block | Landesliste    | CDU; Mandatsniederlegung: 3. März 1954                   |
|                         | Karl Baudach                 | Hamburg-Block | WK 48          | † 18. September 1955                                     |
|                         | Paul Bebert                  | SPD           | WK 28          |                                                          |
|                         | Herbert Becker               | SPD           | WK 29          |                                                          |
|                         | Emmy Beckmann                | Hamburg-Block | WK 38          | FDP                                                      |
|                         | Richard Behn                 | Hamburg-Block | Landesliste    | DP                                                       |
|                         | Albert Berg                  | SPD           | WK 3           |                                                          |
|                         | Karl-Wilhelm Berkhan         | SPD           | WK 46          |                                                          |
|                         | Walther Beyn                 | SPD           | Landesliste    | nachgerückt am 9. Februar 1955 für Gerhard Neuenkirch    |
|                         | Hans-Harder Biermann-Ratjen  | Hamburg-Block | WK 53          | FDP                                                      |
|                         | Irma Blohm                   | Hamburg-Block | WK 59          | CDU                                                      |
| Erik Blumenfeld         | Erik Blumenfeld              | Hamburg-Block | WK 34          | CDU; Mandatsniederlegung: 1. September 1955              |
|                         | Gerhard Brandes              | SPD           |                | Steuerberater                                            |
| Max Brauer              | Max Brauer                   | SPD           | WK 21          |                                                          |
|                         | Johanna Brauweiler           | Hamburg-Block | Landesliste    | CDU; nachgerückt am 9. Februar 1955 für Renatus Weber    |
|                         | Ernst Breidenbach            | Hamburg-Block | WK 17          | Mandatsniederlegung 6. April 1957                        |
|                         | Alfred Brockhagen            | Hamburg-Block | WK 41          | CDU                                                      |
|                         | Walter Brosius               | Hamburg-Block | Landesliste    | FDP                                                      |
|                         | Clémence Budow               | Hamburg-Block | WK 44          | DP                                                       |
|                         | Rudolf Büch                  | SPD           | Landesliste    |                                                          |
| Johannes Büll           | Johannes Büll                | Hamburg-Block | WK 36          | FDP; Mandatsniederlegung: 28. Mai 1954                   |
|                         | Kurt Burmeister              | SPD           | WK 51          |                                                          |
|                         | Arthur Busch                 | SPD           | Landesliste    |                                                          |
|                         | Otto Campe                   | Hamburg-Block | Landesliste    | nachgerückt am 1. September 1955 für Erik Blumenfeld     |
|                         | Alfred de Chapeaurouge       | Hamburg-Block | Landesliste    | CDU; nachgerückt am 21. März 1957 für Walter Hasche      |
|                         | Rolf Dahlgrün                | Hamburg-Block | Landesliste    | FDP                                                      |
|                         | Carl Damm                    | Hamburg-Block | Landesliste    | CDU                                                      |
|                         | Lothar Danner                | SPD           | Landesliste    | nachgerückt am 26. Mai 1954 für Walter Dudek             |
| Herbert Dau             | Herbert Dau                  | SPD           | Landesliste    |                                                          |
|                         | Walter Dudek                 | SPD           | Landesliste    | Mandatsniederlegung 30. April 1954                       |
|                         | Wilhelm Eckström             | SPD           | WK 14          |                                                          |
|                         | Georg Ehrlich                | SPD           | WK 20          |                                                          |
| Edgar Engelhard         | Edgar Engelhard              | Hamburg-Block | WK 33          | FDP                                                      |
|                         | Günter Fahlbusch             | Hamburg-Block | Landesliste    | DP                                                       |
|                         | Max Finck                    | SPD           | Landesliste    |                                                          |
| Josef von Fisenne       | Josef von Fisenne            | Hamburg-Block | WK 30          | CDU                                                      |
|                         | Friedrich Frank              | SPD           | Landesliste    |                                                          |
|                         | Alfred Frankenfeld           | Hamburg-Block | WK 61          | FDP                                                      |
|                         | Bruno Fritz                  | SPD           | WK 22          |                                                          |
|                         | Wilhelm Fühles               | Hamburg-Block | Landesliste    | nachgerückt 10. April 1957 für Ernst Breidenbach         |
|                         | Willi Ganßauge               | Hamburg-Block | Landesliste    | Mandatsniederlegung: 12. März 1957                       |
|                         | Heinrich Gewandt             | Hamburg-Block | WK 43          | CDU                                                      |
|                         | Friedrich Glose              | Hamburg-Block | Landesliste    | Mandatsniederlegung 31. August 1956                      |
|                         | Werner Groth                 | Hamburg-Block | WK 49          | CDU                                                      |
|                         | Hedwig Günther               | SPD           | Landesliste    |                                                          |
|                         | Wilhelm Güssefeld            | Hamburg-Block | WK 19          | CDU                                                      |
|                         | Andreas Hansen               | Hamburg-Block | Landesliste    |                                                          |
|                         | Klaus Happersberger          | SPD           | Landesliste    | nachgerückt am 12. Mai 1954 für Herbert Heberlein        |
| Walter Hasche           | Walter Hasche                | Hamburg-Block | Landesliste    | CDU; Mandatsniederlegung: 21. März 1957                  |
|                         | Herbert Heberlein            | SPD           | WK 45          | Mandatsniederlegung: 12. Mai 1954                        |
|                         | Hans Heesch                  | Hamburg-Block | WK 71          | CDU; Mandatsniederlegung: 28. April 1954                 |
|                         | Walter Heinze                | SPD           | WK 9           |                                                          |
|                         | Otto Henneberg               | Hamburg-Block | Landesliste    | CDU; nachgerückt 22. Mai 1957 für Caesar Oehding         |
|                         | Kurt Herbert                 | Hamburg-Block | WK 58          | DP                                                       |
|                         | Edmund Herbst                | SPD           | WK 57          |                                                          |
|                         | Gustav Carl Hernmarck        | Hamburg-Block | Landesliste    | nachgerückt am 12. März 1957 für Willi Ganßauge          |
|                         | Klaus-Günther Heß            | Hamburg-Block | Landesliste    | nachgerückt am 20. Januar 1954 für Harald Abatz          |
|                         | Wilhelm Hoerner              | Hamburg-Block | WK 62          |                                                          |
|                         | Theodor Hoorns               | Hamburg-Block | WK 31          | FDP                                                      |
|                         | Heinrich Hunck               | Hamburg-Block | Landesliste    |                                                          |
|                         | Wilhelm Imhoff               | Hamburg-Block | WK 25          | CDU                                                      |
|                         | Hans Günther Imlau           | Hamburg-Block | WK 24          |                                                          |
|                         | Erwin Jacobi                 | Hamburg-Block | WK 54          | DP                                                       |
|                         | Willi Jürgens                | SPD           | WK 70          |                                                          |
|                         | Nikolaus Jürgensen           | SPD           | Landesliste    |                                                          |
|                         | Carl Karpinski               | SPD           | WK 67          |                                                          |
|                         | Paula Karpinski              | SPD           | Landesliste    |                                                          |
|                         | Emilie Kiep-Altenloh         | Hamburg-Block | WK 12          | FDP                                                      |
|                         | Victor Kirst                 | Hamburg-Block | Landesliste    | FDP                                                      |
|                         | Joachim Kleist               | SPD           | WK 10          |                                                          |
|                         | Josef Krause                 | Hamburg-Block | Landesliste    |                                                          |
|                         | Berta Kröger                 | SPD           | WK 65          |                                                          |
|                         | Wilhelm Kröger               | SPD           | WK 15          |                                                          |
|                         | Lieselotte Kruglewsky-Anders | SPD           | WK 4           |                                                          |
|                         | Herbert Kruse                | Hamburg-Block | Landesliste    |                                                          |
|                         | Heinrich Landahl             | SPD           | Landesliste    |                                                          |
|                         | Anton Leser                  | Hamburg-Block | Landesliste    |                                                          |
|                         | Alfred Johann Levy           | Hamburg-Block | Landesliste    | FDP                                                      |
|                         | Hans Leyding                 | SPD           | Landesliste    |                                                          |
|                         | John Leyding                 | SPD           | WK 68          |                                                          |
|                         | Paul Luigs                   | Hamburg-Block | WK 32          | CDU                                                      |
|                         | Friedrich Mellmann           | SPD           |                | nachgerückt am 8. August 1956 für Friedrich Schmidtchen  |
|                         | Karl Michel                  | Hamburg-Block | WK 35          |                                                          |
|                         | Walter Mohr                  | SPD           | WK 66          |                                                          |
| Peter-Heinz Müller-Link | Peter-Heinz Müller-Link      | Hamburg-Block | WK 42          | FDP                                                      |
|                         | Helmut Mumme                 | SPD           | WK 8           |                                                          |
|                         | Gerhard Neuenkirch           | SPD           | WK 6           | Mandatsniederlegung: 25. Januar 1955                     |
| Paul Nevermann          | Paul Nevermann               | SPD           | Landesliste    |                                                          |
|                         | Hugo Noack                   | Hamburg-Block | Landesliste    |                                                          |
|                         | Cäsar Oehding                | Hamburg-Block | Landesliste    | Mandatsniederlegung: 22. Mai 1957                        |
|                         | Gerhard Orgaß                | Hamburg-Block | Landesliste    | CDU                                                      |
| Elisabeth Ostermeier    | Elisabeth Ostermeier         | SPD           | WK 69          |                                                          |
|                         | Oswald Paulig                | SPD           | Landesliste    |                                                          |
|                         | Ernst Pernoll                | Hamburg-Block | Landesliste    | CDU                                                      |
|                         | Walter Pries                 | SPD           | WK 2           |                                                          |
|                         | Georg Raloff                 | SPD           | WK 55          |                                                          |
|                         | Edith Rauschning-Asher       | Hamburg-Block | Landesliste    | CDU                                                      |
|                         | Wilhelm Reimers              | SPD           | WK 23          |                                                          |
|                         | Johannes Richter             | SPD           | Landesliste    |                                                          |
|                         | Karl Riecken                 | SPD           | WK 56          |                                                          |
|                         | Werner Rieser                | Hamburg-Block | Landesliste    | nachgerückt am 1. November 1956 für Ernst Albrecht       |
|                         | Frieda Roß                   | SPD           | Landesliste    |                                                          |
|                         | Bernhard Rüder               | Hamburg-Block | Landesliste    | CDU                                                      |
|                         | Rudolf Saalfeld              | SPD           | Landesliste    |                                                          |
|                         | Ewald Samsche                | Hamburg-Block | WK 39          | CDU                                                      |
|                         | Herbert Walter Samuel        | Hamburg-Block | Landesliste    | FDP                                                      |
| Karl Schiller           | Karl Schiller                | SPD           | Landesliste    |                                                          |
|                         | Walter Schmedemann           | SPD           | WK 26          |                                                          |
|                         | Gustav Adolf Schmeding       | Hamburg-Block | Landesliste    | nachgerückt am 28. April 1954 für Hans Heesch            |
|                         | Friedrich Schmidtchen        | SPD           | Landesliste    | † 8. August 1956                                         |
|                         | Adolph Schönfelder           | SPD           | Landesliste    |                                                          |
|                         | Louis Sellmer                | SPD           |                | nachgerückt am 15. November 1955 für Heinrich Steinfeldt |
|                         | Herbert Sielck               | Hamburg-Block | WK 50          |                                                          |
|                         | Carl Sieveking               | Hamburg-Block | WK 18          |                                                          |
|                         | Franz Skrzynski-Fox          | Hamburg-Block | Landesliste    | nachgerückt am 3. März 1954 für Heinz Assmann            |
|                         | Käte Staudinger              | Hamburg-Block | WK 40          | CDU                                                      |
|                         | Otto Steiger                 | Hamburg-Block | Landesliste    | nachgerückt am 31. August 1956 für Friedrich Glose       |
|                         | Heinrich Steinfeldt          | SPD           | WK 16          | † 15. November 1955                                      |
|                         | Karl Strutz                  | SPD           | WK 1           |                                                          |
|                         | Eduard Sußmann               | Hamburg-Block | Landesliste    | FDP                                                      |
|                         | Elsa Teuffert                | Hamburg-Block | Landesliste    | FDP; nachgerückt am 28. Mai 1954 für Johannes Büll       |
|                         | Karl Vittinghoff             | SPD           | WK 11          |                                                          |
|                         | Erna Wagner                  | SPD           | WK 27          |                                                          |
|                         | Charlotte Walner-von Deuten  | SPD           | Landesliste    |                                                          |
|                         | Renatus Weber                | Hamburg-Block | WK 37          | CDU; Mandatsniederlegung: 9. Februar 1955                |
|                         | Rolf Weise                   | Hamburg-Block | Landesliste    | CDU; nachgerückt am 18. September 1955 für Karl Baudach  |
| Ernst Weiß              | Ernst Weiß                   | SPD           | WK 47          |                                                          |
|                         | Otto Wendt                   | Hamburg-Block | WK 13          | CDU                                                      |
|                         | Heinrich Wichelmann          | SPD           | WK 60          |                                                          |
|                         | Klaus Wiebusch               | SPD           | WK 63          |                                                          |
|                         | Paul Wilken                  | Hamburg-Block | WK 5           | CDU                                                      |
|                         | Adolf Winklbauer             | SPD           | WK 72          |                                                          |
|                         | Wilhelm Witten               | Hamburg-Block | Landesliste    |                                                          |
|                         | Hermann Wüsthof              | Hamburg-Block | WK 64          |                                                          |
|                         | Wilhelm Ziegeler             | Hamburg-Block | WK 52          | DP                                                       |